# 발주제외
발주제외(發走除外, excuse from starting)란 해당 출주마를 발주에서 제외시키는 것으로 발주제외는 발주위원의 판단에 의해 결정되며, 마필을 발주에서 제외시키고자 할 때에는 발주 전에 재결위원에게 통지해야 한다.

## 발주제외 사항
1. 기수 또는 말의 사고나 질병 등으로 발주 할 수 없다고 인정되는 경우
2. 심한 악벽으로 발주를 지연시키거나 다른 말에 위험을 가할 우려가 있다고 인정되는 경우
3. 발주 준비 과정에서 방마로 인해 발주할 수 없다고 인정되는 경우
4. 기타 공정한 발주를 위해 필요하다고 인정되는 경우